# Еді Андрадіна
Еді Карло Діас Маркал або просто Еді Андрадіна (порт.-браз. Edi Carlo Dias Marçal / Edi Andradina; нар. 13 вересня 1974, Андрадіна, Сан-Паулу, Бразилія) — бразильський футболіст та тренер, виступав на позиції півзахисника.

## Клубна кар'єра
У 6-річному віці почав тренуватися у футбольній школі рідного міста. Через вісім років його помітили скаути клубу «Мацубара» (Камбара). Через два роки його батько підписав за нього свій перший професійний контракт з вище вказаним клубом. Саме тоді Еді отримав прізвисько Андрадіна за місцем народження, яке йому дав місцевий тренер юніорів. У 15 років уперше вийшов на поле у складі команди свого міста і після тієї гри був проданий. Переїхав до штату Парана, де почав грати у головному дивізіоні чемпіонату. Змінив декілька команд, Андрадіна у травні 1996 року підписав контракт із клубом «Сантус». Єдиний м'яч у складі клубу відзначився 19 жовтня 1996 року у матчі з «Фламенгу» (1:2).
У 1998 році приєднався до тульського «Арсеналу». Вартість трансферу — 300 000 доларів. Дебютував за нову команду 29 березня в матчі проти «Нафтохіміка» (Нижньокамськ), в якому на 89-й хвилині відзначився голом з пенальті, забезпечивши своїй команді перемогу з рахунком 2:1. У сезоні 1998 року відзначився 27-ма голами і став найкращим бомбардиром Першої ліги Росії. У наступному розіграші знову показав високу результативність – з 18 голами посів третє місце в заліку бомбардирів. У 2000–2003 роках (з невеликою перервою в 2001 році, коли виступав за «Гаму») був гравцем японських клубів, серед яких: «Ґамба Осака» та «Ойта Трініта», з якими піднявся до Джей-ліги в 2002 році.
У 2004–2005 роках виступав за бразильські клуби, серед яких — «Санту-Андре». В одному зі своїх пізніших інтерв'ю він зізнався, що йому було важко знову звикнути до бразильського способу життя. Перед початком весняної частини сезону 2004/05 років став гравцем щецинської «Погоні». Дебютував у Екстраклясі 11 березня в матчі проти варшавської «Легії», а 7 травня відзначився своїм першим голом у переможному (2:0) матчі проти «Вісли» (Плоцьк). Протягом наступних сезонів став гравцем основи «Погоні», її найкращим бомбардиром і лідером. У червні 2006 року його контракт був розірваний, але наступного місяця Андрадіна знову став гравцем щецинського клубу. У сезоні 2006/07 років знову був наступальною силою «Погоні», і його хороша форма сприяв тому, що в грудні 2006 року тижневик «Piłka Nożna» вибрав його до «одинадцяти іноземців помаранчевої Екстракласи».
4 червня 2007 року підписав 2-річний контракт з «Короною» (Кельце), незважаючи на інтерес з боку ГКС (Белхатів). Дебютував за кельцинський клуб 28 липня в матчі проти ГКС (Белхатів), а своїм першим голом за нову команду відзначився 3 серпня в матчі проти познанського «Леха», завдяки чому допоміг «Короні» виграти з рахунком 1:0. У 2007–2011 роках був основним гравцем і найкращим бомбардиром «Корони», а також її капітаном. 5 березня 2011 року в матчі проти «Відзева» (Лодзь) забив свій 41-й м'яч у вищій лізі Польщі. Таким чином він став найрезультативнішим легіонером в історії вище вказаного турніру – випередив серба Станко Світлицю (40 голів). Окрім цього, 11 березня 2008 року зіграв за збірну «Іноземних зірок» помаранчевої Екстракляси в матчі проти збірної Польщі — на початку другого тайму замінив Едсона.
24 травня 2011 Андрадіна оголосив, що не буде продовжувати контракт з «Короною», який закінчився в червні. Своє рішення він пояснив так: «Я більше не можу віддаватися цій команді, пора звільнити місце молодшим». 30 травня став гравцем щецинської «Погоні», підписавши з нею дворічний контракт. У його контракті був пункт про те, що після завершення футбольної кар'єри Еді працюватиме «пошуковцем талантів» у щецинському клубі. У сезоні 2011/12 років залишався основним гравцем своєї команди — у першій лізі відзначився 11-ма м'ячами (у тому числі два голи у матчі проти «Руху» (Радзьонкув) (5:1) та матчі проти «Богданки» (Ленчно) (4:0)) і зробив 14 результативних передач (найбільше в лізі), сприяючи виходу «Погоні» до Екстракляси.
У 2013 році команда і гравець вирішили продовжити контракт ще на рік, плануючи, що це буде останній професійний сезон у кар'єрі Андрадіни. Незважаючи на це, 13 листопада 2013 року Еді офіційно завершив кар'єру, і «Погонь» вирішив залишити за футболістом 5-й номер.
У січні 2015 року вирішив відновити футбольну кар'єру, але лише на аматорському рівні. Він підписав контракт із Меві Реско, який виступає в окружній лізі.

## Кар'єра тренера
Після завершення кар'єри футболіста протягом 7 місяців працював другим тренером резервної команди «Погоні» (де-факто молодіжної команди). Після закінчення сезону 2014 року змінив Славоміра Рафаловича на посаді голови фінансового директора в тренерському штабі «Погоні». У листопаді того ж року повернувся на попередню посаду. У березні 2021 року став помічником тренера третьолігової резервної команди «Погонь» (Щецин). В академії Pogoń Szczecin він бере участь у проекті розвитку молодих нападників. З лютого 2022 року тренер клубу окружної ліги «КП Піла».

## Особисте життя
У Бразилії у нього була дружина, яка народила двох синів: Віттора та Луїса Енріке. У нього є третій син, Еді молодший. У червні-липні 2011 року одружився на Кіпрі з Магдаленою Черняк, з якою познайомився два роки тому на весіллі її двоюрідного брата Радослава Цежняка. Церемонія відбулася на одному з кіпрських пляжів.
Батько Еді працював водієм автобуса на міжміських лініях. Сам Еді вважає, що якби не став футболістом, то був би водієм автобуса, як і його батько. Має посвідчення водія автобуса. Повернувшись на батьківщину у 2004 році, він почав інвестувати і купив землю та стада корів. Вирішивши назавжди переъхати до Польщі, він продав корів.

## Статистика виступів

### Клубна
| Клубні виступи | Клубні виступи               | Клубні виступи | Ліга  | Ліга | Кубок                   | Кубок                   | Кубок ліги      | Кубок ліги      | Загалом | Загалом |
| Сезон          | Клуб                         | Ліга           | Матчі | Голи | Матчі                   | Голи                    | Матчі           | Голи            | Матчі   | Голи    |
| Японія         | Японія                       | Японія         | Ліга  | Ліга | Кубок Імператора Японії | Кубок Імператора Японії | Кубок Джей-ліги | Кубок Джей-ліги | Загалом | Загалом |
| -------------- | ---------------------------- | -------------- | ----- | ---- | ----------------------- | ----------------------- | --------------- | --------------- | ------- | ------- |
| 2000           | «Ґамба Осака»                | Джей-ліга 1    | 12    | 3    | 0                       | 0                       | 2               | 0               | 14      | 3       |
| 2000           | «Ойта Трініта»               | Джей-ліга 2    | 17    | 9    | 3                       | 4                       | 0               | 0               | 20      | 13      |
| 2001           | «Альбірекс Ніїґата»          | Джей-ліга 2    | 18    | 6    | 0                       | 0                       | 0               | 0               | 18      | 6       |
| 2002           | «Ойта Трініта»               | Джей-ліга 2    | 39    | 18   | 2                       | 4                       | -               | -               | 41      | 22      |
| 2003           | «Ойта Трініта»               | Джей-ліга 1    | 10    | 0    | 0                       | 0                       | 3               | 2               | 13      | 2       |
| 2003           | «Хоккайдо Консадолє Саппоро» | Джей-ліга 2    | 22    | 6    | 3                       | 2                       | 0               | 0               | 25      | 8       |
| Загалом        | Загалом                      | Загалом        | 118   | 42   | 8                       | 10                      | 5               | 2               | 131     | 54      |

| Клуб               | Сезон              | Ліга               | Ліга  | Ліга | Кубок Польщі | Кубок Польщі | Кубок Екстракляси | Кубок Екстракляси | Єврокубки | Єврокубки | Загалом | Загалом |
| Клуб               | Сезон              | Ліга               | Матчі | Голи | Матчі        | Голи         | Матчі             | Голи              | Матчі     | Голи      | Матчі   | Голи    |
| ------------------ | ------------------ | ------------------ | ----- | ---- | ------------ | ------------ | ----------------- | ----------------- | --------- | --------- | ------- | ------- |
| «Погонь» (Щецин)   | 2004/05            | I ліга             | 10    | 5    | 2            | 0            | –                 | –                 | –         | –         | 12      | 5       |
| «Погонь» (Щецин)   | 2005/06            | I ліга             | 30    | 10   | 4            | 0            | –                 | –                 | 1         | 0         | 35      | 10      |
| «Погонь» (Щецин)   | 2006/07            | I ліга             | 30    | 7    | 2            | 0            | 5                 | 0                 | –         | –         | 37      | 7       |
| «Корона» (Кельці)  | 2007/08            | I ліга             | 28    | 10   | 2            | 0            | 1                 | 0                 | –         | –         | 31      | 10      |
| «Корона» (Кельці)  | 2008/09            | I ліга             | 31    | 10   | 0            | 0            | –                 | –                 | –         | –         | 31      | 10      |
| «Корона» (Кельці)  | 2009/10            | Екстракляса        | 26    | 6    | 1            | 0            | –                 | –                 | –         | –         | 27      | 6       |
| «Корона» (Кельці)  | 2010/11            | Екстракляса        | 29    | 3    | 1            | 0            | –                 | –                 | –         | –         | 30      | 3       |
| «Погонь» (Щецин)   | 2011/12            | I ліга             | 31    | 11   | 0            | 0            | –                 | –                 | –         | –         | 31      | 11      |
| «Погонь» (Щецин)   | 2012/13            | Екстракляса        | 28    | 4    | 0            | 0            | –                 | –                 | –         | –         | 28      | 4       |
| «Погонь» (Щецин)   | 2013/14            | Екстракляса        | 5     | 0    | 1            | 0            | –                 | –                 | –         | –         | 6       | 0       |
| Загалом у «Погоні» | Загалом у «Погоні» | Загалом у «Погоні» | 134   | 37   | 9            | 0            | 5                 | 0                 | 1         | 0         | 149     | 37      |
| Загалом у «Короні» | Загалом у «Короні» | Загалом у «Короні» | 114   | 29   | 4            | 0            | 1                 | 0                 | 0         | 0         | 119     | 29      |
| Усього за кар'єру  | Усього за кар'єру  | Усього за кар'єру  | 248   | 66   | 13           | 0            | 6                 | 0                 | 1         | 0         | 268     | 66      |

## Досягнення
Індивідуальні
- Найкращий бомбардир Першої ліги Росії: 1998[5]
- Одинадцять іноземців Екстракляси: 2006[11]